# Автомагістраль D0 (Чехія)
Автомагістраль D0 (чеськ. Dálnice D0), колишня швидкісна дорога R1 (чеськ. Rychlostní silnice R1), або Празька кільцева дорога (чеськ. Pražský okruh) — автомагістраль у Чехії. Це зовнішнє кільце Праги, і його перший сегмент був відкритий у 1980-х роках. Існує також внутрішня Празька муніципальна кільцева дорога, яка перебуває на стадії будівництва.
Станом на січень 2020 року в експлуатації знаходиться 40 км із запланованої протяжності 80 км. Дві окремі ділянки відкриті для відвідування: одна йде від аеропорту Рузинє до розв'язки з шосе D1, інша — це дорога довжиною 5 кілометрів на східній межі Праги. Далі планується будівництво секції, що з'єднає ці два сегменти. Інші сегменти, які готуються, включають суперечливий міст через річку Влтаву біля Сухдола, оскільки місцеві жителі пропонують побудувати дорогу в менш населеному місці на півночі.

## Зображення

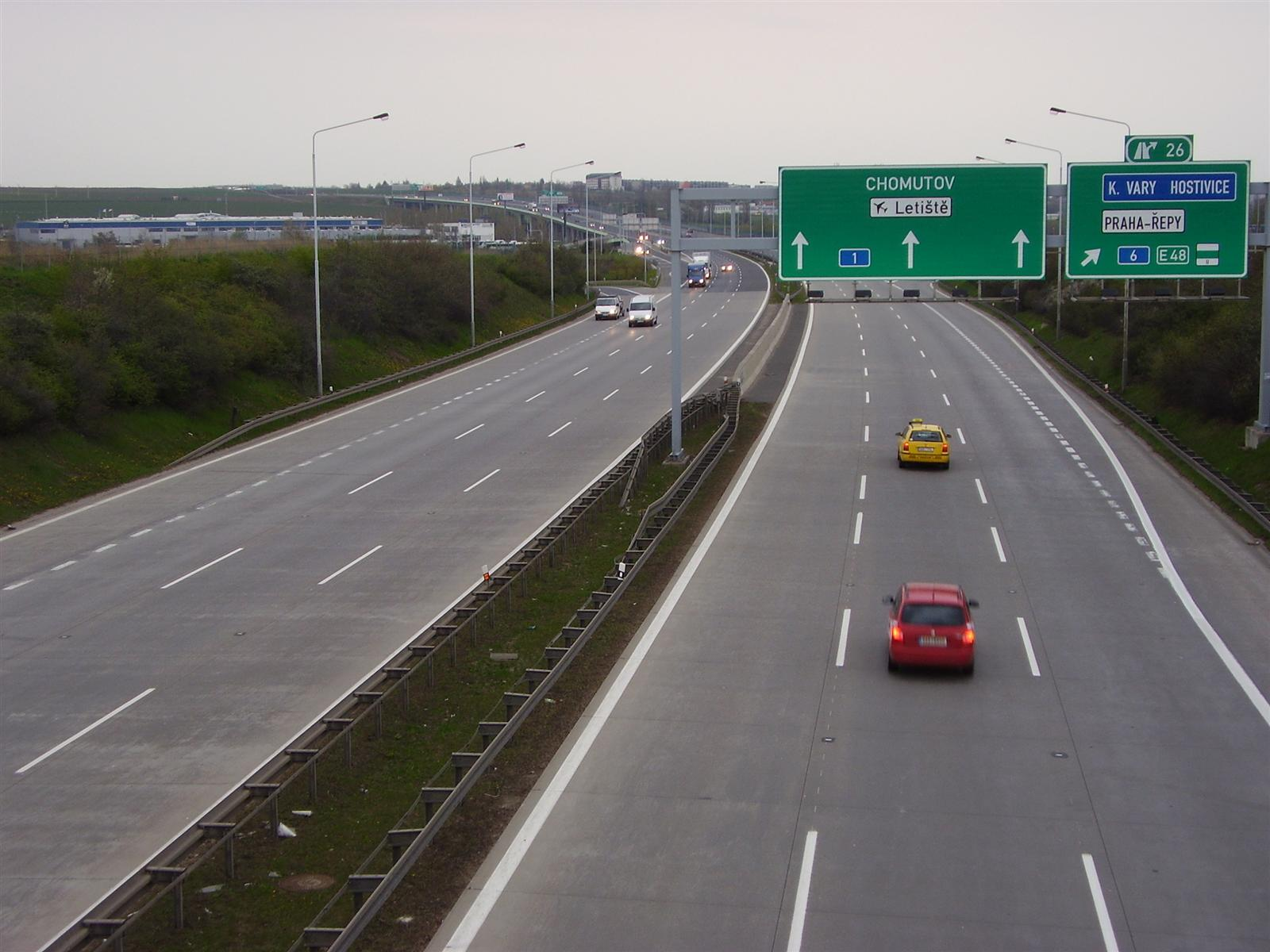
Шосе D0 біля Праги-Злічіна
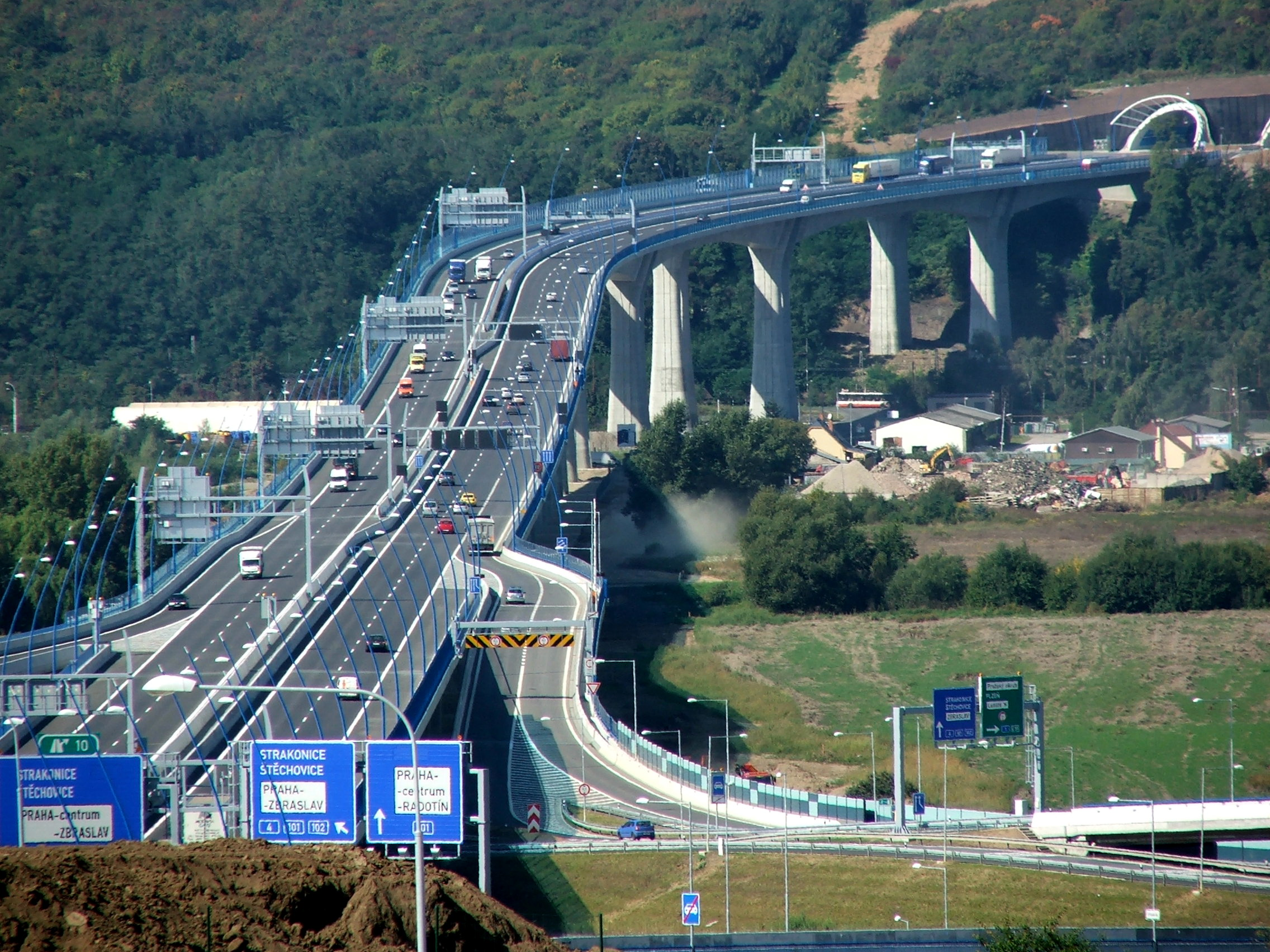
Міст через Радотин.
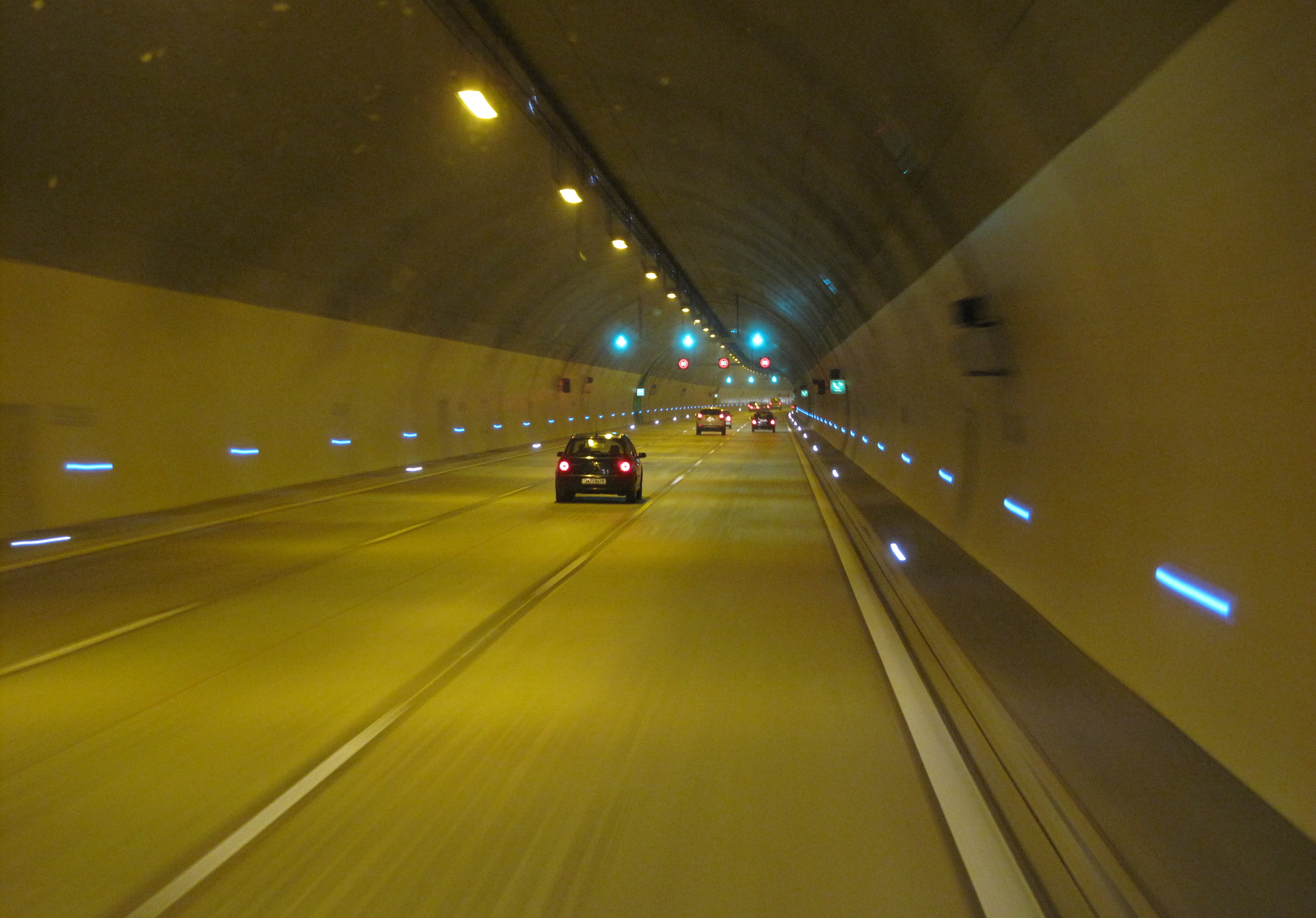